# Euphorbia cooperi
Euphorbia cooperi ist eine Pflanzenart aus der Gattung Wolfsmilch (Euphorbia) in der Familie der Wolfsmilchgewächse (Euphorbiaceae).

## Beschreibung
Die sukkulente Euphorbia cooperi bildet Sträucher bis 2 Meter Höhe oder Bäume bis 6 Meter Höhe aus. Die in der Regel unverzweigten Zweige sind nach oben gebogen, vier- bis sechskantig und werden bis 20 Zentimeter dick. Durch starke Einschnürungen sind die Triebe in verkehrt konische Abschnitte gegliedert, die 10 bis 50 Zentimeter lang sind. An den geflügelten Kanten stehen im Abstand von 5 bis 25 Millimeter buchtige Zähne. Die Dornschildchen sind zu einem 3 bis 10 Millimeter breiten Hornrand verwachsen. Es werden Dornen bis 10 Millimeter Länge ausgebildet.
Der Blütenstand besteht aus ein bis drei einfachen Cymen, die in einer horizontalen Linie angeordnet und nahezu sitzend sind. Die Cyathien erreichen 8 Millimeter im Durchmesser. Die länglichen Nektardrüsen sind gelb gefärbt und stoßen aneinander. Der Fruchtknoten ist von einer dreilappigen Blütenhülle umgeben. Die stumpf gelappte Frucht wird 7,5 Millimeter lang und 13,5 Millimeter breit. Sie steht an einem dicken und bis 10 Millimeter langen Stiel. In ihr sind die nahezu kugelförmigen Samen enthalten, die 3,5 Millimeter groß werden und eine glatte Oberfläche besitzen.

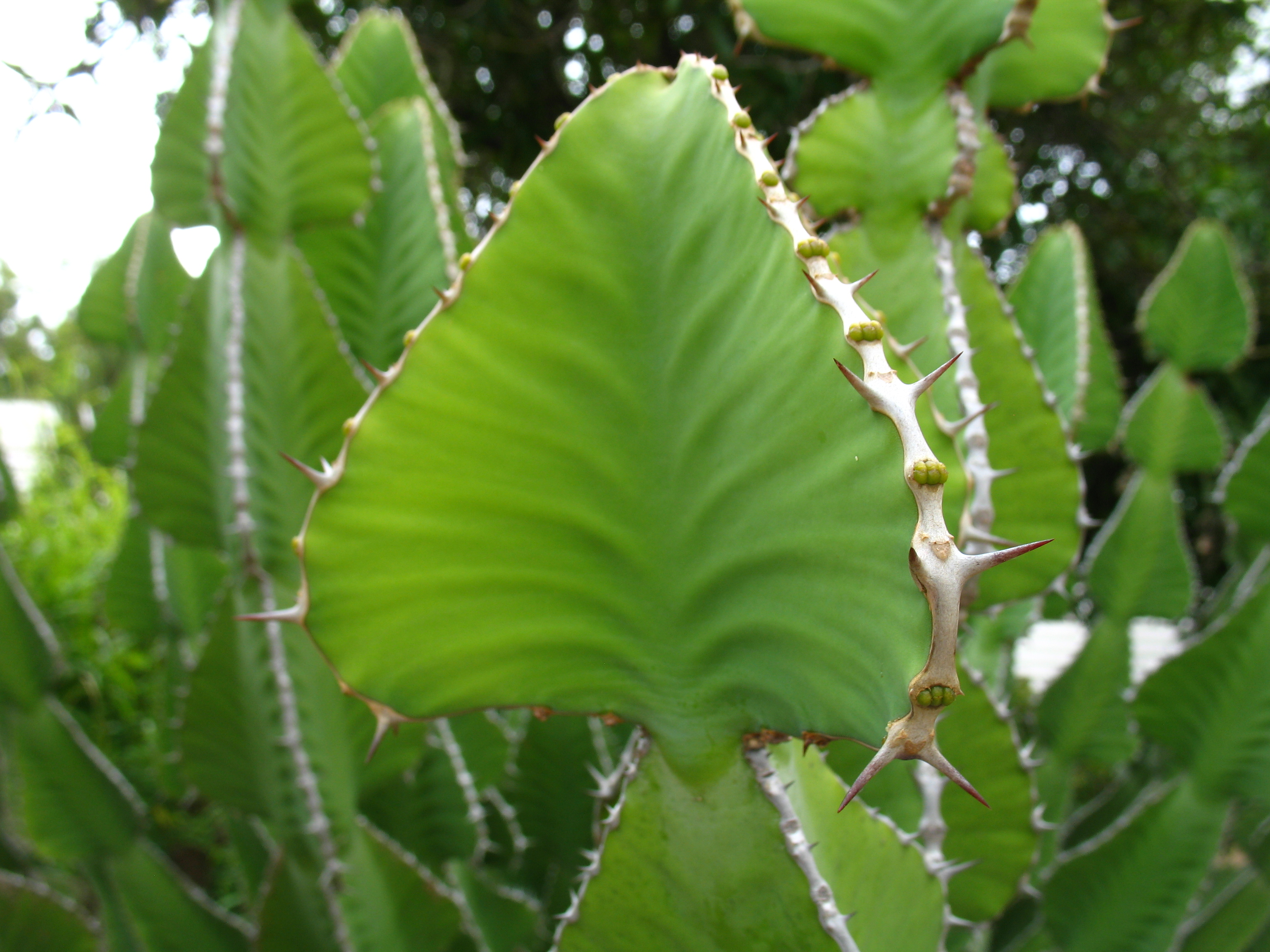
Zweigabschnitt
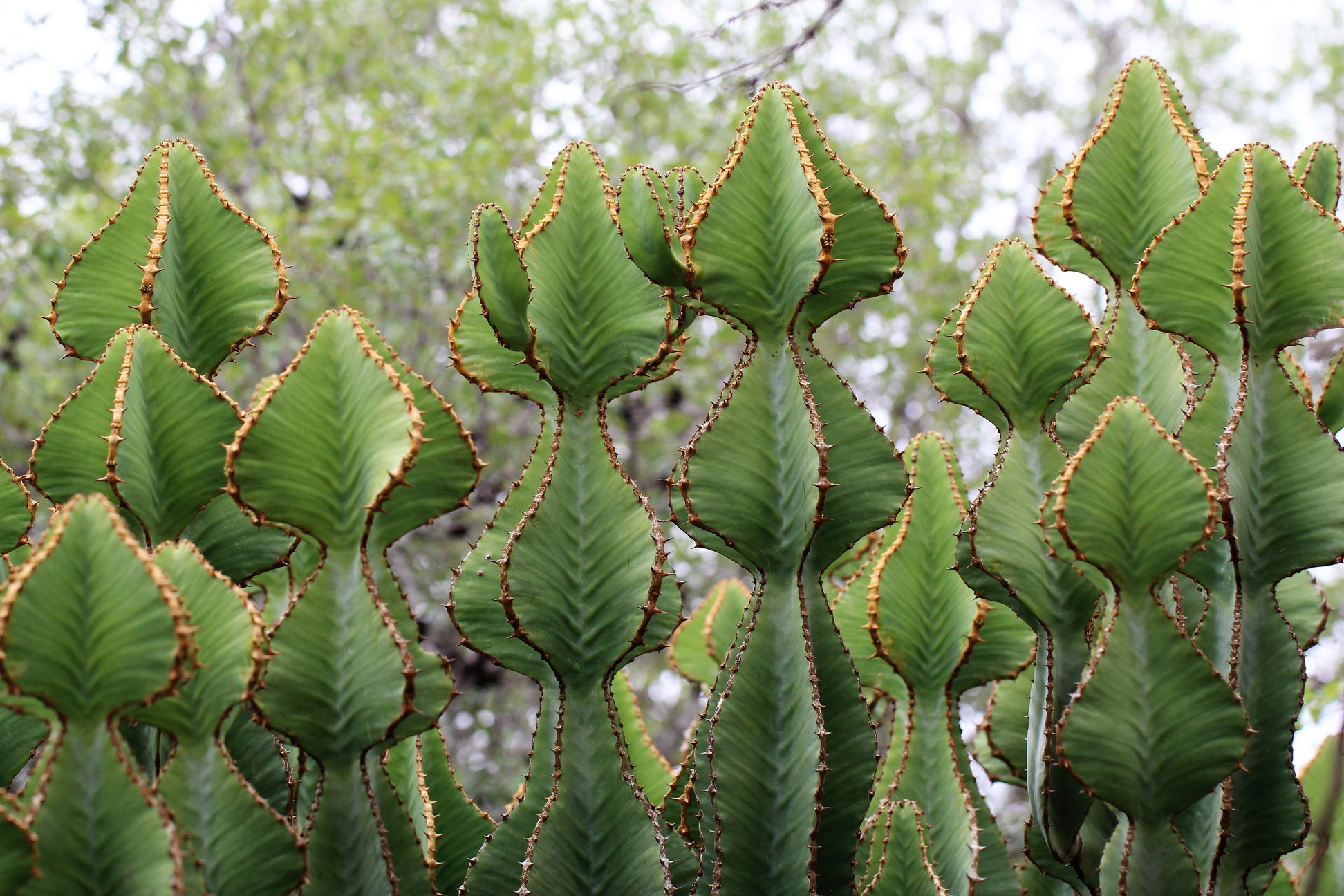
Zweige
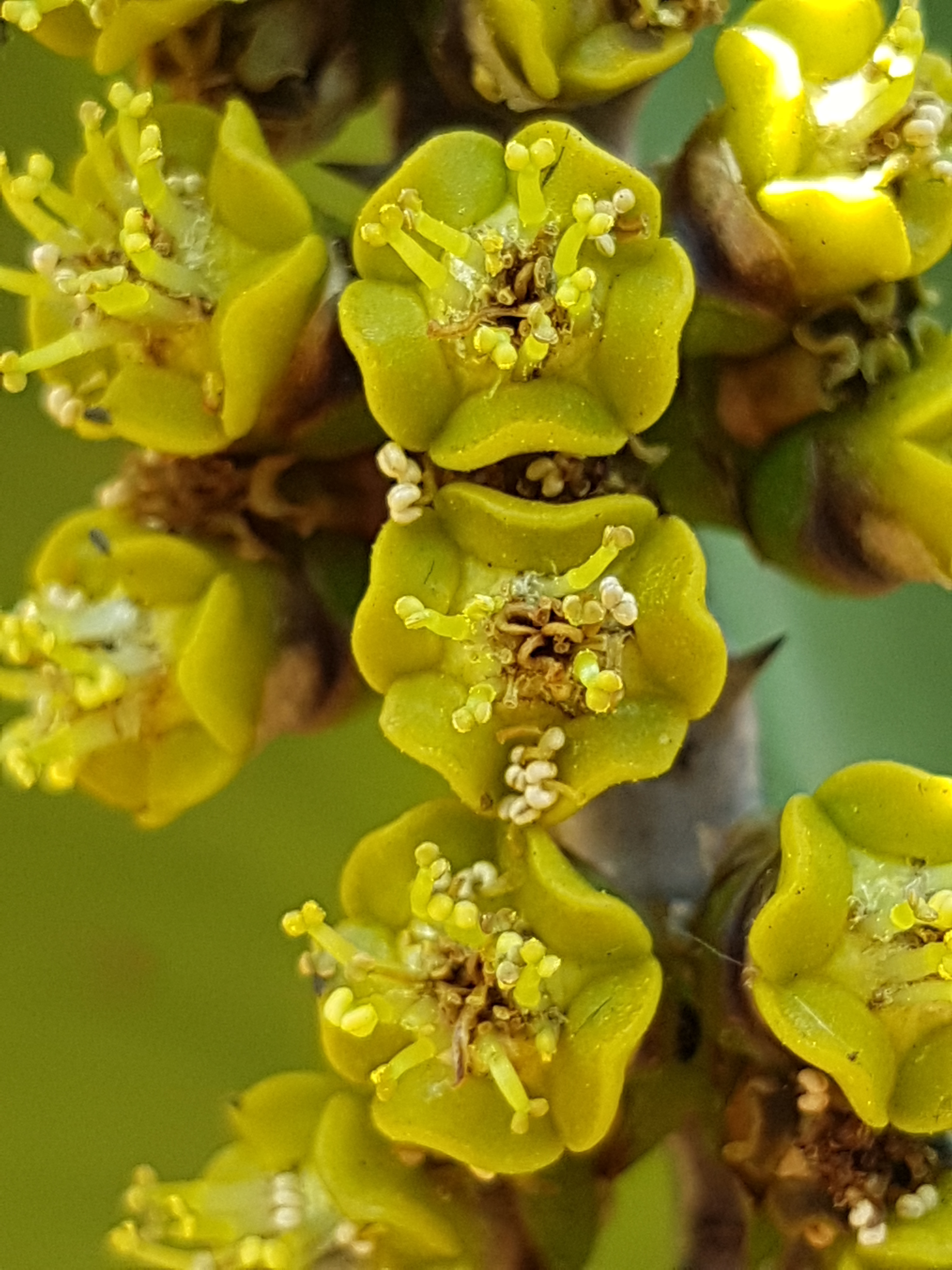
Blütendetail
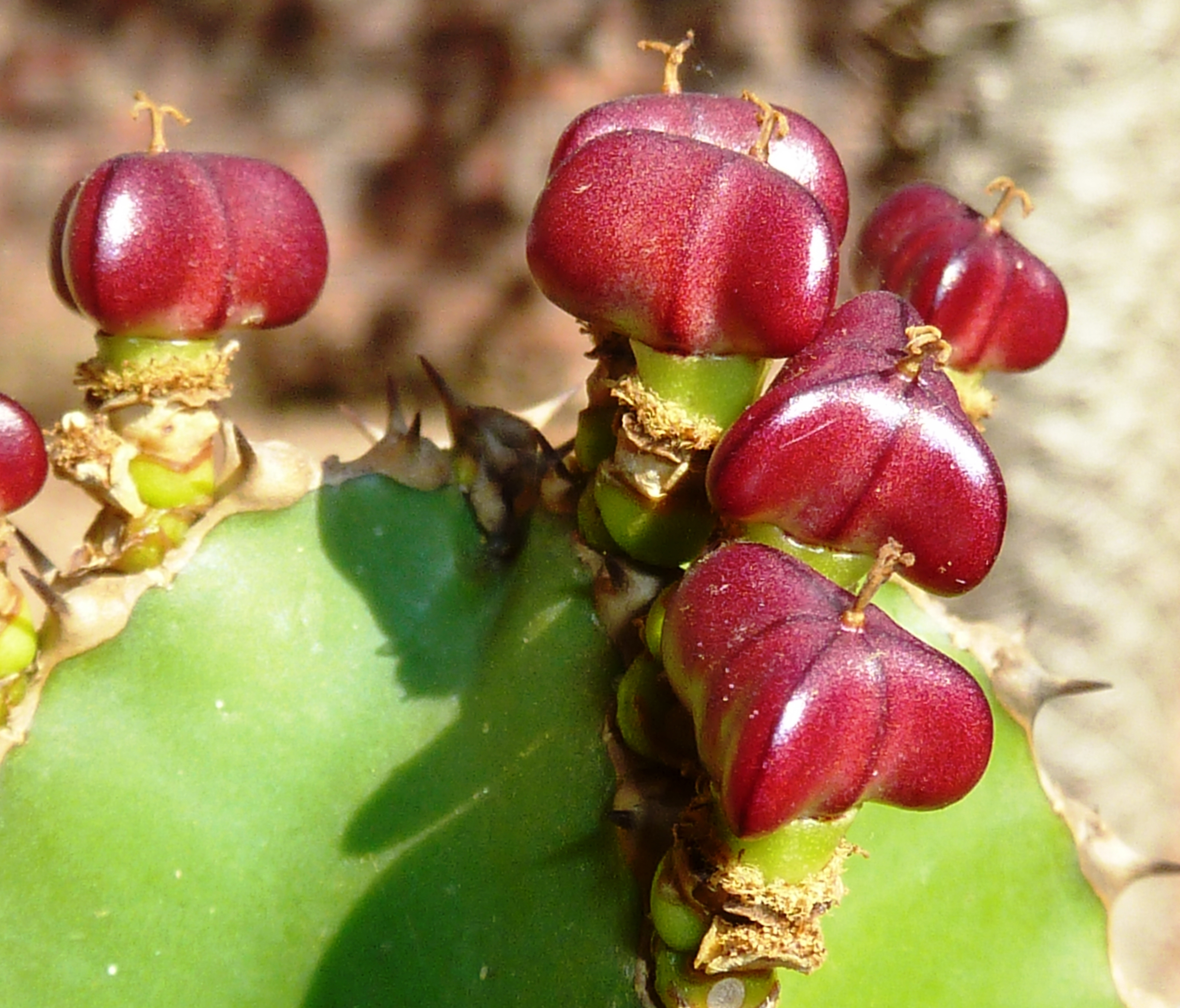
Früchte

## Verbreitung und Systematik
Euphorbia cooperi ist im Süden von Afrika verbreitet. Die Art steht auf der Roten Liste der IUCN und gilt als nicht gefährdet (Least Concern).
Die Erstbeschreibung der Art erfolgte 1906 durch Alwin Berger.
Es werden folgende Varietäten unterschieden:
- Euphorbia cooperi var. calidicola L.C.Leach (1970)
Verbreitung: im Süden von Malawi bis Mosambik, in Zentral-Sambia bis in den Nordwesten von Simbabwe in Waldgebieten in der Nähe von Flüssen; im Unterschied zur Stammart sind die Zweige sehr unterschiedlich von der Größe und vom Habitus, es werden weniger Kanten ausgebildet, die auch dünner geflügelt sind, die Blütenstandstiele sind länger
- Euphorbia cooperi var. cooperi
Verbreitung: in Simbabwe und von der südafrikanischen Provinz Nordkap bis KwaZulu-Natal in Gebieten mit Strauchbewuchs
- Euphorbia cooperi var. ussanguensis (N.E.Br.) L.C.Leach (1970), Syn.: Euphorbia ussanguensis N.E.Br. (1912)
Verbreitung: im Süden von Tansania, im Norden von Sambia und in Malawi auf steinigen Hängen mit Waldbewuchs in Höhenlagen von 500 bis 1730 Meter; im Unterschied zur Stammart werden Bäume bis etwa 9 Meter Höhe gebildet, die Zweige sind vier- bis achtkantig und die Abschnitte der Einschnürungen nahezu rund, die Früchte werden etwa 6 Millimeter breit und 10 Millimeter lang und stehen an einem 3 bis 5 Millimeter langen Stiel, der Samen wird etwa 3 Millimeter groß